# برایان بنیتز
برایان بنیتز (انگلیسی: Brian Benítez؛ زادهٔ ۱۷ آوریل ۱۹۹۶) بازیکن فوتبال اهل آرژانتین است.
از باشگاه‌هایی که در آن بازی کرده‌است می‌توان به باشگاه ورزشی سن لورنسو آلماگرو اشاره کرد.